# Divisiones Regionales de la Región de Murcia 1997-98
Las divisiones regionales de fútbol son las categorías de competición futbolística de más bajo nivel en España, en las que participan deportistas amateur, no profesionales. En la Región de Murcia su administración corre a cargo de las Real Federación de Fútbol de la Región de Murcia. Inmediatamente por encima de estas categorías estaba la Tercera División española.
En la temporada 1998-1999 la Territorial Preferente es la categoría más baja del fútbol regional. Los tres primeros clasificados ascendieron directamente al grupo XIII de Tercera División, aunque posteriormente por una renuncia ascendió el quinto clasificado. 

## Territorial Preferente

### Clasificación
|  |     | Equipos de fútbol           | PJ | G  | E  | P  | GF  | GC | Dif | Pts |
|  | --- | --------------------------- | -- | -- | -- | -- | --- | -- | --- | --- |
|  | 1.  | CF Imperial                 | 37 | 25 | 7  | 5  | 65  | 27 | +38 | 82  |
|  | 2.  | UD Cañada Gallego           | 37 | 25 | 5  | 7  | 75  | 32 | +43 | 80  |
|  | 3.  | CD Lumbreras                | 37 | 25 | 5  | 7  | 93  | 35 | +58 | 80  |
|  | 4.  | CD Bala Azul                | 37 | 22 | 9  | 6  | 77  | 37 | +40 | 75  |
|  | 5.  | CD Alhameño                 | 37 | 23 | 6  | 8  | 100 | 46 | +54 | 75  |
|  | 6.  | AD Ceutí Atlético           | 37 | 18 | 10 | 9  | 59  | 38 | +21 | 64  |
|  | 7.  | Muleño CF                   | 37 | 16 | 11 | 10 | 55  | 40 | +15 | 59  |
|  | 8.  | EF Zeneta                   | 37 | 16 | 9  | 12 | 66  | 57 | +9  | 57  |
|  | 9.  | CD Molinense                | 37 | 14 | 8  | 15 | 64  | 52 | +12 | 50  |
|  | 10. | Deportiva Minera            | 37 | 14 | 8  | 15 | 60  | 54 | +6  | 50  |
|  | 11. | CD Alguazas                 | 37 | 13 | 7  | 17 | 48  | 55 | -7  | 46  |
|  | 12. | Algezares CF                | 37 | 12 | 8  | 17 | 45  | 67 | -22 | 44  |
|  | 13. | AD La Manga                 | 37 | 11 | 10 | 16 | 54  | 64 | -10 | 43  |
|  | 14. | UD Paretón                  | 37 | 12 | 7  | 18 | 37  | 64 | -27 | 43  |
|  | 15. | Yeclano CF "B"              | 37 | 10 | 5  | 22 | 44  | 78 | -34 | 35  |
|  | 16. | Mazarrón CF                 | 37 | 9  | 8  | 20 | 39  | 67 | -28 | 35  |
|  | 17. | EF Sucina                   | 37 | 6  | 13 | 18 | 31  | 61 | -30 | 31  |
|  | 18. | AD Cehegín Atlético         | 37 | 7  | 6  | 24 | 36  | 84 | -48 | 27  |
|  | 19. | Peña Madridista CF Caravaca | 37 | 7  | 5  | 25 | 34  | 83 | -49 | 26  |
|  | 20. | EDM Totana                  | 19 | 2  | 1  | 16 | 15  | 56 | -41 | 1   |

PJ = Partidos Jugados; G = Partidos Ganados; E = Partidos Empatados; P = Partidos Perdidos; GF = Goles Anotados; GC = Goles Recibidos; Dif = Diferencia de gol; Pts = Puntos
|  | Asciende a Tercera División |